# Hokagon Island
Hokagon Island är en ö i Kanada.   Den ligger i territoriet Nunavut, i den centrala delen av landet, 3 300 km nordväst om huvudstaden Ottawa. Arean är 1,7 kvadratkilometer.  Ön ligger i arkipelagen Duke of York Archipelago i viken Coronation Gulf
Terrängen på Hokagon Island är platt. Öns högsta punkt är 63 meter över havet. Den sträcker sig 1,7 kilometer i nord-sydlig riktning, och 2,0 kilometer i öst-västlig riktning.